# Jacques-Laure Le Tonnelier de Breteuil
Pour les articles homonymes, voir Famille Le Tonnelier de Breteuil et Breteuil.
Jacques-Laure Le Tonnelier, bailli de Breteuil (9 février 1723 - 25 août 1785), est un chevalier-Hospitalier de l'ordre de Saint-Jean de Jérusalem, commandeur et ambassadeur de l'Ordre, graveur et grand collectionneur.

## Biographie
Fils de Claude-Charles de Breteuil et Laura O'Brien of Clare, son père meurt à 37 ans le jour de son douzième anniversaire. Il est protégé par le prétendant Jacques François Stuart, qui est un parent de sa mère.
Jacques-Laure est présenté de minorité dans l'ordre de Saint-Jean de Jérusalem le 25 mai 1736 comme page du grand maître de l'Ordre, puis fait ses vœux de frère chevalier. Sur une recommandation de Jacques François Stuart, il obtient le poste de capitaine de la galère Sainte-Catherine le 14 octobre 1752,. Il participe aux patrouilles contre les barbaresques en menant contre eux une guerre de course.
En 1756, le grand maître Pinto lui octroie la commanderie de Villers-le-Temple dans la région de Liège. Cette commanderie était celle qui avait le plus élevé des revenus des commanderies du grand prieuré de France avant le versement des responsions annuels. En 1766, l'Ordre lui accordera la commanderie de Troyes. Toujours en Wallonie, il aura aussi par la suite la commanderie de Vaillampont et enfin celle de Piéton.

### Ambassadeur à Rome
Il est nommé le 21 juillet 1758 ambassadeur de l'Ordre auprès du Saint-Siège à Rome,. C'est la fonction la mieux rémunérée des ambassades, les indemnités d'ambassadeur s'élèvent à 30 000 livres à Rome contre 6 000 livres à Paris. Il emménage dans l'ambassade de l'Ordre, le palazzo Malta, via Condotti (après 1834, palais magistral). Il sera très apprécié : les fonctions d'ambassadeur sont revues tous les trois ans par le Grand Conseil et il obtiendra sept reconductions.

#### Activités diplomatiques
Il arrive à Rome à un moment crucial de l'histoire de l'Ordre : « Le magistère de Pinto correspond à [une] période d'intenses négociations diplomatiques pour faire reconnaître à l'Ordre son statut de souverain ». Il lui faut donc « obtenir les mêmes honneurs diplomatiques que les têtes couronnées ». Le bailli négocie pendant plusieurs mois pour obtenir les honneurs royaux lors de son audience solennelle au Vatican, qui aura lieu le 22 avril 1759. Il est présenté par les cardinaux Portocarrero et Carlo Rezzonico, neveu du pape Clément XIII. Le récit de son audience est publié par l'imprimerie personnelle du grand maître.
L'abbé Boyer, chapelain conventuel de l'Ordre, secrétaire du pilier de la langue d'Allemagne, Ferdinand von Hompesch, à la réputation plus que douteuse tient, de 1774 à 1777, Breteuil régulièrement informé par écrit de tout ce qui se passe à Malte. C'est le 26 mars 1774 qu'il fait cette proposition de l'« informer » de tous les « ragots » de Malte.
A la même époque, Breteuil joue un rôle important dans le rapprochement de l'ordre hospitalier de Saint-Antoine avec l'ordre de Saint-Jean de Jérusalem. Il est chargé des négociations en accord avec le roi de France Louis XVI qui approuve le 15 avril 1775 le traité et les bulles pontificales du 17 décembre 1776 et du 7 mai 1777. Le bailli de Breteuil se rend au palais pontifical le 12 juillet 1777 auprès du pape pour le remercier de sa protection et de la conclusion favorable des négociations au sujet des droits sur l'ordination d'Ostrog entre la Pologne et son Ordre. L'ordination d'Ostrog était un territoire considérable qui aurait dû revenir à l'Ordre et avait l'objet d'une bataille juridique pendant plus d'un siècle.

#### Activités immobilières

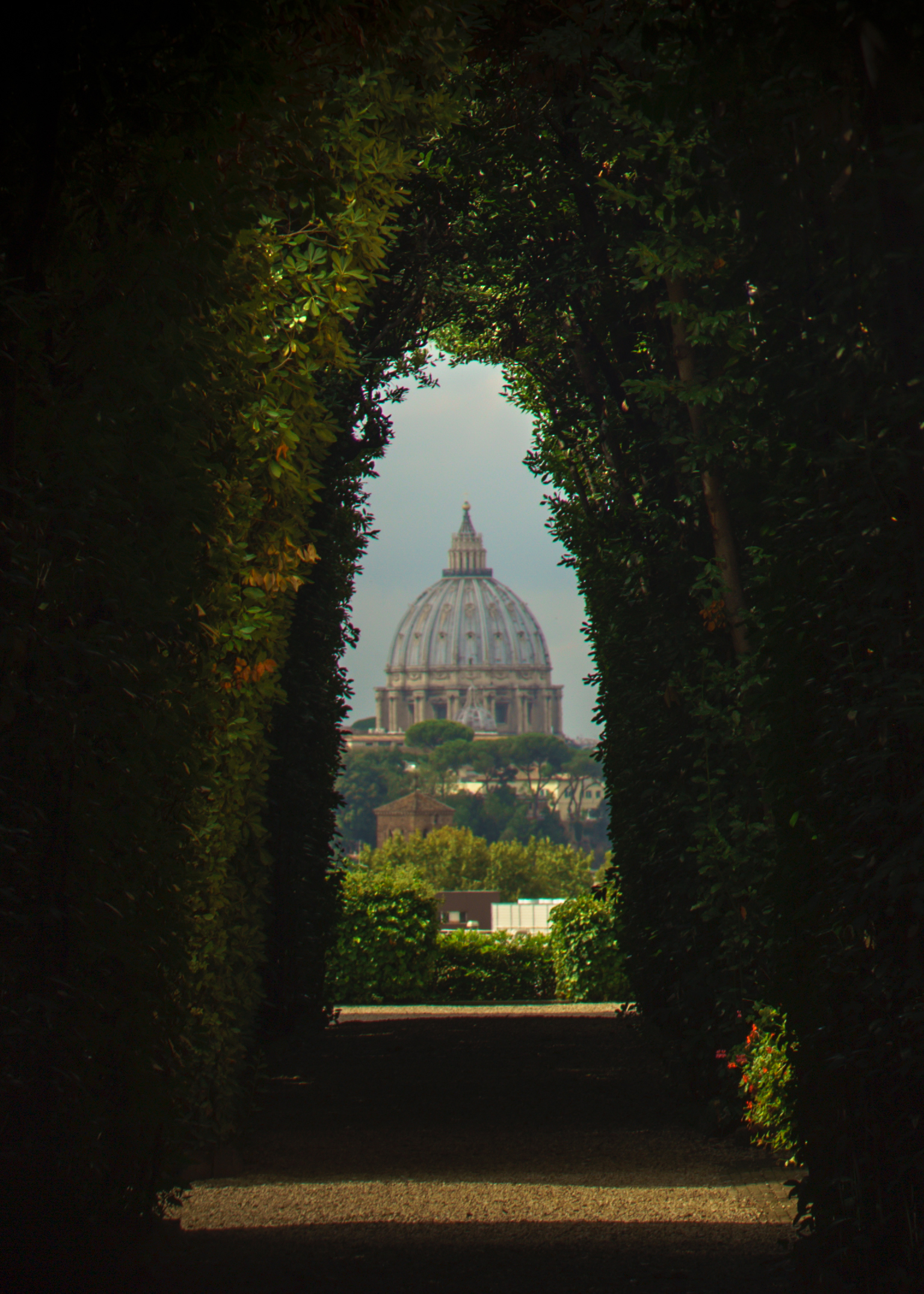
« Le trou de serrure » du prieuré de Malte

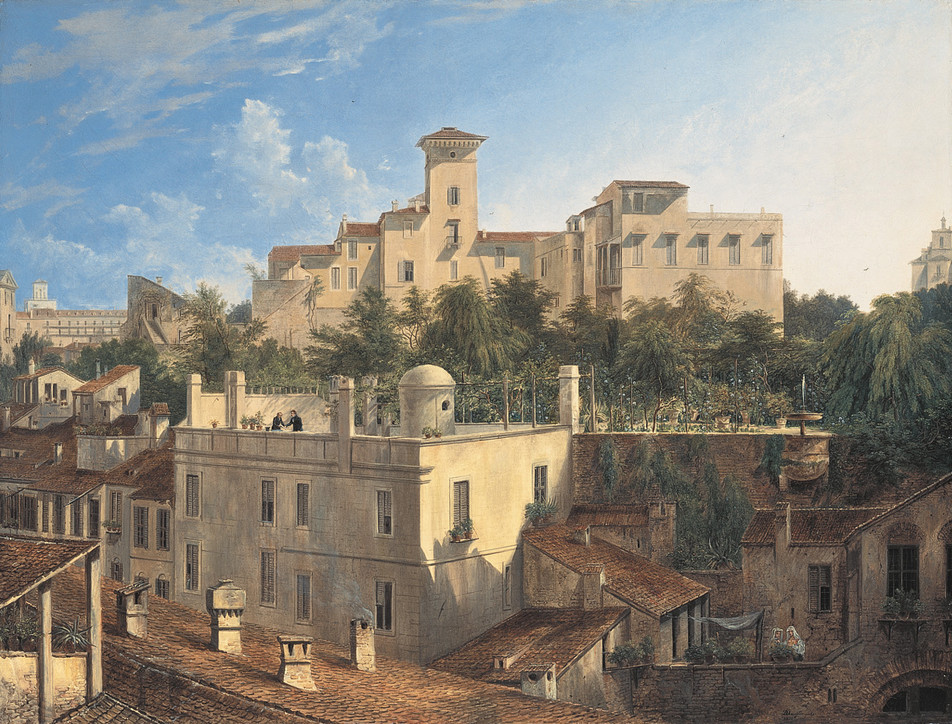
Domenico Quaglio le jeune, la villa Malta sur le Pincio (1830)

Les années 1760 sont marquées par une forte activité immobilière de l'Ordre à Rome. D'abord la via Condotti : « Le bailli engage d'importantes dépenses pour décorer et meubler le palazzo Malto ». Ensuite, il participe aux décisions qui vont être prises dans l'année 1764 concernant la villa du prieuré de Malte, qui est située dans un vaste domaine sur l'Aventin. Clément XIII, connu pour son népotisme, a fait nommer l'année précédente son neveu Giovanni Battista Rezzonico comme prieur de l'Ordre pour Rome. La reconstruction de l'église du prieuré, la création d'une place (dite place des Chevaliers de Malte) et d'un portail monumental, le réaménagement des jardins, sont confiés à Piranèse, compatriote et protégé du pape. « Ce fut la seule occasion que cet homme, fou d'architecture, eut de s'exprimer en vrai marbre et en vraies pierres ». Les travaux dureront de 1764 à 1768. A cette occasion, Breteuil commande à Piranèse le tombeau du cardinal Portocarrero, mort en 1760, qu'il a connu. Ce tombeau sera édifié dans l'église Sainte Marie du prieuré.
Le bailli établit sa résidence hors du siège de l'ambassade. Ce sera la villa Giardino del Pino, connue depuis comme la villa Malta, dans les anciens jardins de Lucullus sur la colline du Pincio qu'il aura jusqu'en 1764 en sous-location du cardinal Cosimo De Torres, date où la villa change de propriétaire. Il y entreprend d'importants travaux d'aménagement et de décoration, sous la direction de l'architecte Giuseppe Barberi et sur les conseils de Piranèse. Les amis artistes du bailli, Hubert Robert et Poussin-Lavallée travaillent à la décoration de la villa dès 1770. Il ne subsiste rien de cette décoration.

### Ambassadeur à Paris
Le bailli de Breteuil ne va manquer aucune démarche pour obtenir le poste d'ambassadeur à Paris, peut-être moins rémunéré mais Paris est le plus attirant. C'est à la mort du bailli Claude de Saint-Simon en 1777 qu'il prend sa succession à Paris comme ambassadeur de l'Ordre le 22 décembre 1777. Le 17 septembre 1777, il quitte Rome pour Paris en passant par Vienne puis les Pays-Bas et la Flandre française. Il présentera ses lettres de créance, le 13 janvier 1778, auprès de Louis XVI avant de l'être auprès de la reine et de la famille royale.

#### Coût de la vie à Paris
Dès son arrivée, le bailli prend conscience de l'importance du coût de la vie à Paris, ses revenus sont insuffisants pour soutenir sa représentation. Son nouvel établissement coûte une somme énorme et l'Ordre ne donne rien. Le dédommagement versé par l'Ordre s'élève à 6 000 livres par an qui sont absorbés par les frais de secrétariat. Il restera au même niveau jusqu'à la séquestration des biens de l'Ordre. Il s'en ouvre dans deux notes au ministre Vergennes.
Il s'installe dans l'hôtel situé à l'angle du Faubourg-Saint-Honoré et de l'avenue de Marigny, dont il rachète l'usufruit à la veuve du marquis d'Argenson, et qu'il va refaire entièrement. Avec l'aide de l'architecte Jacques-Guillaume Legrand, il aménage l'ancienne salle de bal du rez-de-chaussée sur jardin en galerie de tableaux. Les entrées des différentes pièces sont ornées de colonnes corinthiennes qui mettront en valeur les marbres antiques (ou copies d'antiques) de la collection du bailli. Le jardin est réaménagé au goût du jour, à l'anglaise.
Sa position devenant problématique du fait des dettes contractées pour son logement, il va demander, pour combler les frais de sa charge, une autre commanderie. Il est appuyé par le roi et son ministre. Le bailli de Froulay disposait de 63 000 livres, sommes déclarées au Commun Trésor de Malte, pour ses commanderies et même de 66 500 livres si l'on tient compte des rentes qu'il possédait par ailleurs. Quant au bailli de Breteuil, dans un grief adressé à son Ordre datant de 1778, il énumère les sommes dont il dispose entre les commanderies de Vaillampont, 20 000 livres, de Villers-le-Temple 20 900 livres, de Troyes-en-Champagne 24 800 livres, de Puyssembrun 8 400 livres, il recevait 82 800 livres auxquels il faut rajouter les revenus du prieuré royal de Notre-Dame d'Aumont qu'il tenait du roi 7 183 livres. De cette somme il faut déduire 8 000 livres pour les améliorissements qu'il devait faire dans les différentes commanderies dont il avait la charge. Malheureusement il n'est pas entendu en 1781 mais il obtient satisfaction en 1782 avec la commanderie de Piéton, il possède ainsi trois des plus rentables commanderies du grand prieuré de France avec Vaillampont, Villers-le-Temple et Piéton.

#### Décès
Il meurt à Paris le 25 août 1785,, et est probablement enterré à l'enclos du Temple. Il lègue sa bibliothèque, dont plusieurs manuscrits, à la bibliothèque nationale de Malte dont il forme, avec celle du bailli de Tencin, le premier fonds.
Dans l'état de vacant qui fait suite au mortuaire du bailli de Breteuil, le secrétaire Tiron rend compte au bailli d'Havrincour, procureur général et receveur de l'Ordre au grand prieuré de France, qu'entre le 1er mai 1784 au 30 avril 1785, les recettes s'élèvent pour Vallampont à 25 000 livres et 7 378 livres de la vente de bois de chêne, pour Villiers-le-Temple à 30 000 livres, pour Troyes-en-Champagne à 36 780 livres, pour Piéton 51 477 livres et 4 102 livres pour la vente de bois et pour le prieuré royal de Notre-Dame d'Aumont 10 386 livres. Les recettes l'emporte sur les dépenses de 2 620 livres.

## Le collectionneur

### Activités à Rome
Au cours de son ambassade, qui dure près de vingt ans, il rassemble une grande collection de peinture et de sculpture. « L'hospitalité réputée de Breteuil, la protection qu'il offre aux artistes et son activité de collectionneur sont des pratiques caractéristiques de son statut d'ambassadeur et contribuent aussi à établir sa réputation d'amateur ». Il reçoit de nombreux artistes italiens ou français, auxquels il passe des commandes ou qu'il parraine, et va même jusqu'à les héberger, comme Hubert Robert à sa sortie de l'Académie de France à Rome. Le bailli fréquente assidûment cette académie, alors installée au palais Mancini et son directeur, Natoire, dont il rachètera plus tard les peintures de son cabinet. Comme il entretient des liens étroits avec Guillaume Du Tillot, premier ministre de Parme, il en profite pour procurer des emplois sur place à Laurent Guyard et Antoine Julien, dit Julien de Parme. Il héberge en 1760-61 l'abbé de Saint-Non et prépare son séjour à la villa d'Este avec Fragonard et Hubert Robert. En 1773-74, il invite à plusieurs reprises Bergeret de Grancourt, qui visite la Ville éternelle et sa campagne avec Fragonard. Bergeret explique que les amateurs reçus par le bailli peuvent non seulement admirer sa collection de peintures et de marbres mais aussi examiner les portefeuilles remplis de dessins et gravures disposés dans le salon. En 1776, il organise un concours pour le poste de directeur de l'académie royale de peinture et de sculpture de Turin, et c'est Laurent Pécheux qui est choisi.
En reconnaissance de son activité au service de l'art et des artistes, Breteuil est élu membre honoraire de l'Académie Saint-Luc le 4 avril 1763.

### Activités à Paris
À son arrivée à Paris, Quentin de La Tour réalise son portrait au pastel, resté dans son fonds d'atelier. Il vend en 1780 une autre partie de sa collection, sans doute pour financer de nouveaux achats d'artistes du temps. Il va pouvoir mener comme à Rome une vie d'amateur d'art. Il paye 1 433 livres pour six mois de loyers d'une loge à l'Opéra et 800 livres pour six mois aussi d'une loge à la Comédie italienne.
Il est élu à l'Académie royale de peinture et de sculpture en 1780.

### Ses collections

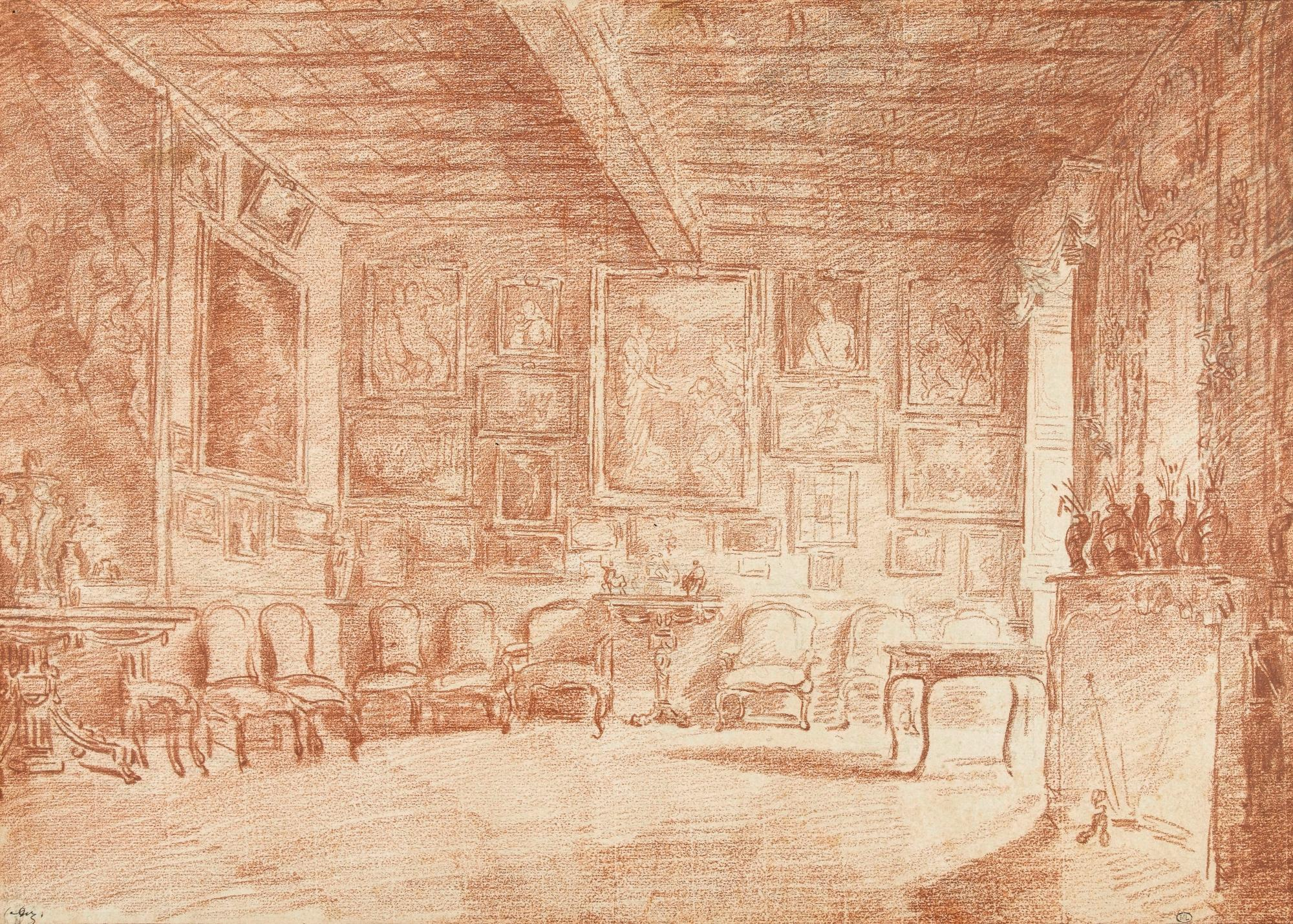
Hubert Robert, Le Salon du bailli de Breteuil, Louvre (Arts graphiques)

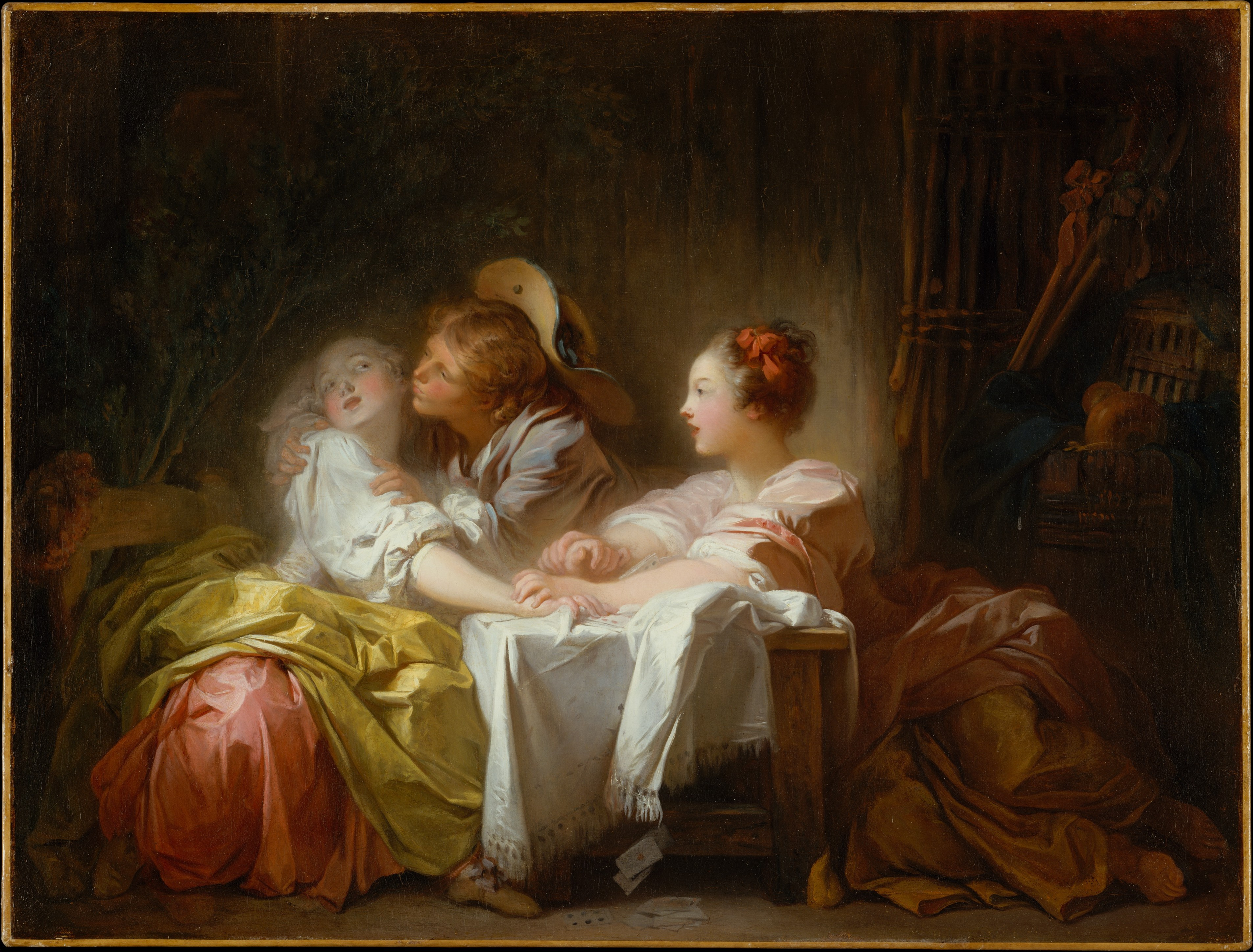
Fragonard, L'Enjeu perdu, Met

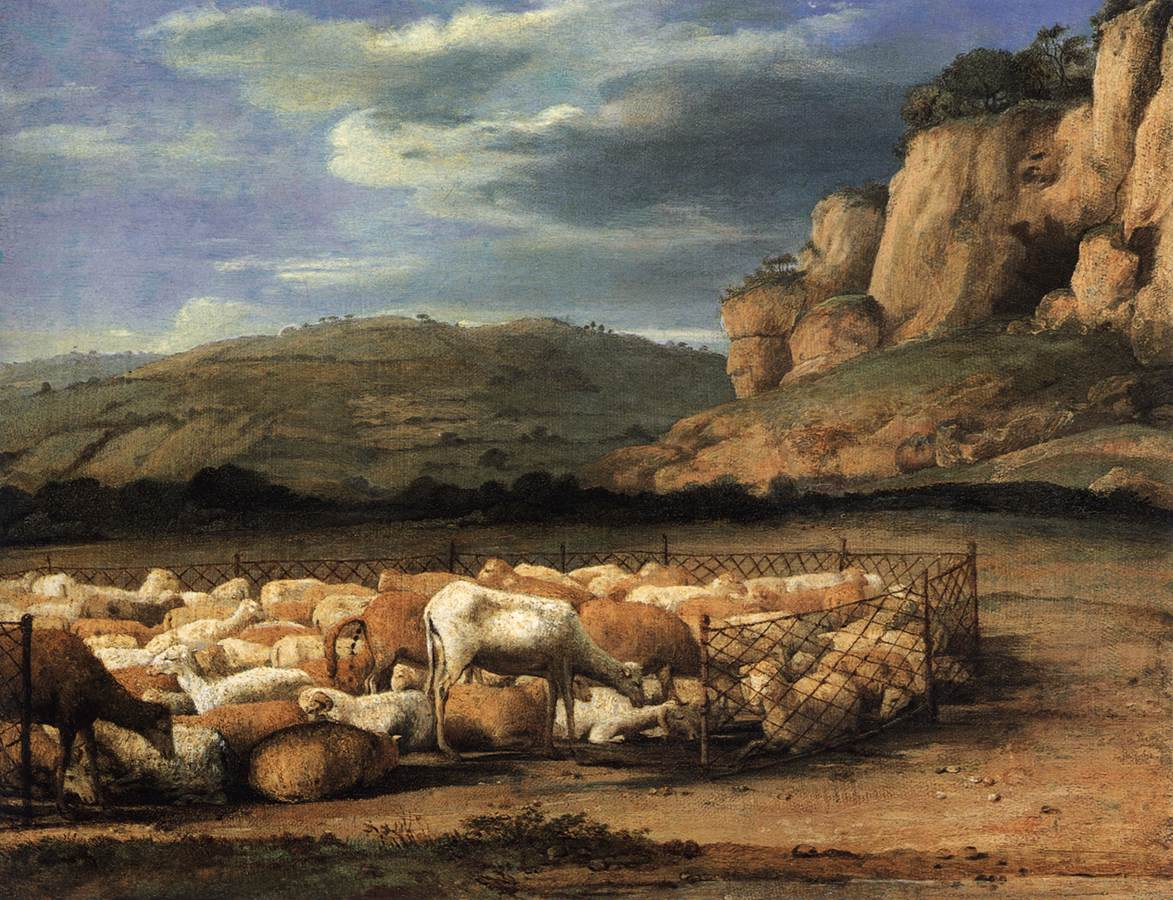
Claude Lorrain, Le Parc à moutons

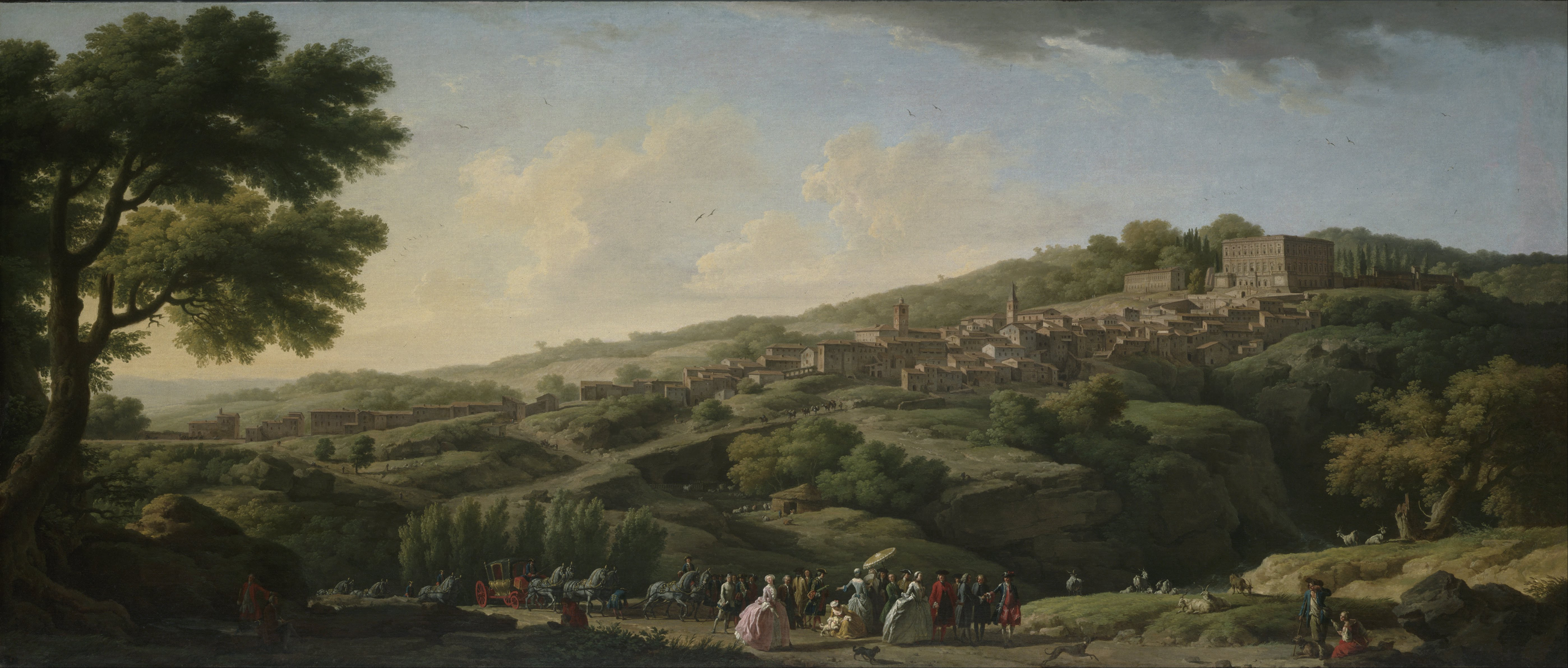
Vernet, Villa à Caprarola, Philadelphia Museum of Art

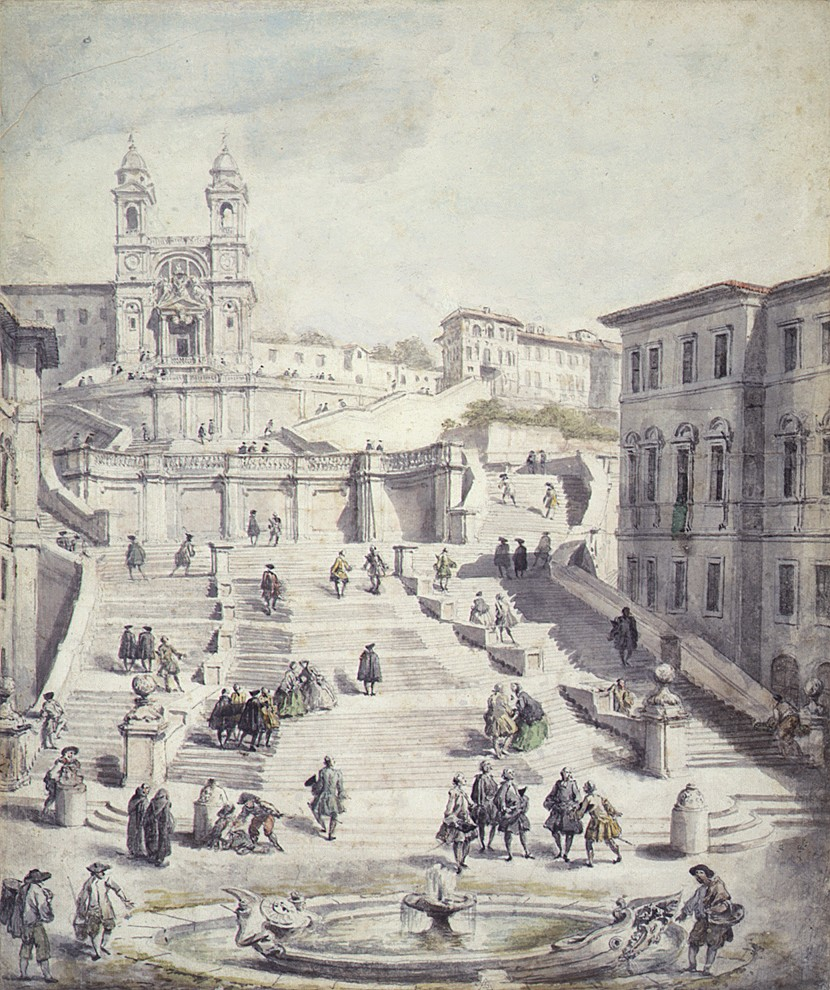
Panini, Escaliers d'Espagne, Met

Le bailli de Breteuil a formé trois collections lors de ses séjours à Malte, Rome et Paris. La première fut vendue en 1760 pour payer ses frais d'installation à Rome. Sa collection romaine est plus connue parce qu'elle a été inventoriée et dessinée, notamment par Jean-Robert Ango, pour être publiée dans un recueil d'estampes. Elle comprend pas moins de 84 tableaux, ainsi que des sculptures et des objets d'art. Avant de quitter Rome en 1761, Fragonard lui livre une version de L'Enjeu perdu ou le baiser gagné, maintenant au Met. Francesco Solimena, décédé avant l'arrivée du bailli, reste très à la mode et ce dernier achète huit de ses tableaux. Dans la collection du bailli, on trouve aussi Romanelli, Volterrano, Panini, Goltzius, Hubert Robert, Jean Barbault, Laurent Pécheux, Charles-Joseph Natoire, Rosalba Carriera, Rubens (La Vierge à l'enfant adorée par des pénitents, à l'Ermitage), Poussin (une Sainte Famille, au Detroit Institute of Arts, et La Mort de sainte Cécile, d'attribution discutée), Le Tintoret, le Dominiquin, ou les sculpteurs Boizot et Laurent Guyard. Mention spéciale pour une esquisse de Claude Lorrain, Le Parc à moutons, très différente de sa production habituelle et appréciée des historiens de l'art, actuellement à l'Akademie der bildenden Künste, à Vienne. Plusieurs de ces œuvres sont reconnaissables sur le dessin d'Hubert Robert, Le Salon du bailli de Breteuil, maintenant au Louvre. Mais il ne se contente pas d'acheter et fait aussi commerce de tableaux, qu'il expédie à Paris pour les vendre, souvent avec profit, à partir de 1766.
Sa vente après décès interviendra le 16 janvier 1786, avec pour expert Lebrun. On trouve dans la vente plusieurs Clodion. Parmi les pièces les plus spectaculaires, un surtout de table commandé par le bailli à Luigi Valadier à la fin de son séjour à Rome, acheté pour 70.000 livres par le prince des Asturies et actuellement au Musée archéologique national de Madrid,. Il y a eu au total 402 lots. Quatre sont maintenant dans des collections publiques françaises : Christophe Colomb arrivant en Amérique, esquisse de Solimena, au musée des Beaux-Arts de Rennes, La Mascarade des quatre parties du monde, de Barbault, au musée des Beaux-Arts de Besançon, La Sibylle d'Érythrée, sculpture de marbre de Jean-Jacques Caffieri, au Louvre, et dans le même musée, La Messe pontificale (aussi appelée La Procession), d'Antoine Le Nain. Le grand paysage de Vernet, Villa à Caprarola, est maintenant au Philadelphia Museum of Art, et Hercule confie Déjanire au centaure Nessus, de Laurent Pécheux, à la Galerie Sabauda, de Turin. Au musée des Beaux-Arts de La Valette, on trouve deux Caprices d'Hubert Robert commandés au peintre par le bailli. Il avait dans sa collection plusieurs tableaux et dessins de Panini. L'un de ces derniers est maintenant au Met. Il s'agit des Escaliers d'Espagne, par référence à la Piazza di Spagna voisine, aussi appelés depuis Escaliers de la Trinité des Monts.
Le bailli a eu également diverses collections d'objets d'art et une bibliothèque riche en manuscrits et en volumes de planches gravées, dont Piranèse, les Loges du Vatican et leurs arabesques. Il détenait aussi cinq volumes in folio de dessins et plans des possessions de l'Ordre des Jésuites, acquis après l'interdiction de la Compagnie de Jésus en 1773. Une partie de ceux de l'architecte Étienne Martellange (1569-1641) se trouve dans ce recueil.
Une exposition, qui a donné lieu à un catalogue, a été organisée au château de Breteuil en 1986 : « Un grand collectionneur sous Louis XV : le cabinet de Jacques-Laure de Breteuil, bailli de l'Ordre de Malte ». L'exposition était présentée par Séverine et Henri-François de Breteuil et construite autour de l'album de dessins d'Ango, conservé dans leur château.

## Œuvres
Comme plusieurs de ses collègues collectionneurs (Watelet, Caylus, Lalive de Jully), le bailli de Breteuil s'est exercé à la gravure, produisant une quinzaine d'eaux-fortes. Watelet, justement, lui a fait l'honneur de graver son portrait vers 1752, d'après un dessin de Cochin fils.

## Référencement